# Lokid Elektra
Lokid Elektra (engl. Lockheed Model 10 Electra) je jednokrilni dvomotorni avion metalne konstrukcije koje je razvila i proizvodila Lokid Erkraft korporacija engl. Lockheed Aircraft Corporation tridesetih godina dvadesetog veka.

## Razvoj
Razvoj aviona Lokid (varijanta 10) je počeo 1932. godine, glavni projektant je bio Hal Hilbard (engl. Hall Hibbard). Tokom aerodinamičkih ispitivanja u aerotunelu Keli Džonson je predložio da se umesto jednog vertikalnog repa ugrade dva, što je poboljšalo letne karakteristike, posebno na većim napadnim uglovima. To je kasnije postao zaštitni znak Lokida, a student Keli, posle završenih studija je dugo godina radio u Lokidu kao projektant.
Prototip aviona Lokid Model 10 je prvi put poleteo 23. februara 1934. godine. Serijska proizvodnja otpočeta je 4. avgusta 1934. godine, a završila se 18. jula 1941. godine. Ukupno je proizvedeno 148 primeraka u civilnoj i vojnoj varijanti. Komercijalna (civilna) varijanta je dobila naziv Elektra, a vojna ima oznaku XC-35; Y1C-36 i Y1C-37. Razlika u varijanatama je uglavnom zbog različitih motora.

## Operativno korišćenje
Avion Lokid Elektra je jedan od prvih putničkih aviona sa celom strukturom od metalne konstrukcije, aerodinamički je savremeno oblikovan, na njemu je primenjen tada redak princip uvlačenja stajnih organa, zakrilca, promenljivi korak elise, regulator izduvnih gasova, radio telekomunikacioni uređaji i oprema za noćno letenje. Ovaj avion je postao rodonačelnik čitave familije Lokidovih aviona za komercijalnu upotrebu. Postao je poznat u celom svetu, kada je sa njim Amelija Erhart (engl. Amelia Earhart) pokušala 1937. godine da obleti zemaljsku kuglu.

### Civilna varijanta ovog aviona je korišćena u sledećim zemljama:
| - Australija, - Brazil, - Čile, - Holandija, - Kraljevina Jugoslavija (Aeroput), - Kanada, - Kuba, | - Meksiko, - Novi Zeland, - Poljska, - Rumunija, - Сједињене Америчке Државе, - Уједињено Краљевство i - Venecuela. |

### Vojnu varijantu aviona Lokid Elektra su koristile zemlje:
- Argentina,
- Brazil,
- Honduras,
- Kanada,
- Španija,
- Сједињене Америчке Државе,
- Уједињено Краљевство i
- Venecuela.

Do danas je sačuvano 8 primeraka ovog aviona, koji služe kao muzejski eksponati.

## Karakteristike

### Opšte
- Motor 2 x Prat & Vitni (engl. Pratt & Whitney) R-985-48 Wasp Junior SB 450  svaki
- Elise dvokrake
- Razmah krila 16,76
- Površina krila 42,6 m²
- Dužina aviona 11,76
- Visina aviona 4,19
- Težina 7 767
- Nosivost 10 putnika

### Performanse
- Maksimalna brzina 325
- Najveći dolet 1 305
- Plafon leta 5 910
- Brzina uzdizanja 300

## Zemlje korisnici
| - Аргентина - Аустралија - Бразил - Чиле - Холандија - Хондурас - Канада - Куба - Мексико - Нови Зеланд - Венецуела - САД - Шпанија (Друга шпанска република) | - Шпанија (1938—1945) - Парагвај - Пољска - Румунија - Уједињено Краљевство - Југославија |

## Galerija
- Keli Dzonson. Aerodinamičko ispitivanje, modela aviona Lokid Elektra, u aerotunelu
- Lokid elektra Amelije Erhart.
- Lokid elektra na proslavi Er Kanada.
- Lokid Elektra na proslavi Kanadske putničke avio-kompanije i u muzeju Nove Engleske.

## Literatura
- Janić, J.; Simišić (2007). Više od letenja - Osam decenija Aeroputa i JAT-a. Beograd. ISBN 978-86-7086-004-9.
- Tonković, Radmila (oktobar 2004). „Amelija Mary Earhart”. Aeromagazin (на језику: (језик: српски)). YU-Beograd: BB Soft. 61: 26—27.
- Јанић, Чедомир (2003). Век авијације - [илустрована хронологија] (на језику: (језик: српски)). Беочин: Ефект 1.  110428172.
- Крунић, Чедомир (2010). Цивилно ваздухопловство Краљевине Југославије. књига 1. Београд: Ч.Крунић. стр. 394. ISBN 978-86-901623-3-8.
- Marck, Bernard (1997). Historie de L'aviation. Paris: Flammarion. ISBN 2-08-010038-6.
- Jarrett, Philip (2000). Flugzeuge. München: Covengarden. стр. 74. ISBN 978-3-8310-9066-2.
- Oštrić, Šime (1991). „Transportna grupa”. Aeromagazin (на језику: (језик: српски)). Beograd: BB Soft. specijal: 29. ISSN 1450-6068.
- Babac, Dušan (2000). „Kraljevsko vazduhoplovstvo u izbeglištvu 1941-1944.”. Aeromagazin (на језику: (језик: српски)). Beograd: BB Soft. 23: 37 — 38. ISSN 1450-6068.
- Simons, David; Withington, Thomas. Die Geschichte der Fligerei (на језику: (језик: немачки)). Bath: Parragon Books Ltd. ISBN 978-1-4054-8950-8.

## Spoljašnje veze
- http://www.vazduhoplovnetradicijesrbije.rs/index.php/istorija/lockheed-elektra
- ""[мртва веза]